# Jole Galli
Jole Galli (Samedan, Suiza, 26 de julio de 1995) es una deportista italiana que compite en esquí acrobático. Ganó dos medallas de bronce en el Campeonato Mundial de Esquí Acrobático, en los años 2023 y 2025, ambas en la prueba de campo a través por equipo.

## Medallero internacional
| Campeonato Mundial | Campeonato Mundial  | Campeonato Mundial | Campeonato Mundial        |
| Año                | Lugar               | Medalla            | Prueba                    |
| ------------------ | ------------------- | ------------------ | ------------------------- |
| 2023               | Bakuriani (Georgia) | Medalla de bronce  | Campo a través por equipo |
| 2025               | Engadina (Suiza)    | Medalla de bronce  | Campo a través por equipo |